# Boni Aladji
Boni Aladji (* 1926 in Nikki, Kolonie Dahomey; † unbekannt) war ein beninischer Politiker.
Der in Nikki, Département Borgou geborene Aladji absolvierte eine Ausbildung als Lehrer. Als unabhängiger Kandidat wurde er 1957 in die Nationalversammlung Benins gewählt. In späteren Wahlen gehörte er dem Parlament als Mitglied der Parti Progressiste Dahoméen de l’Unité (PDU) bzw. Rassemblement Démocratique Dahoméen/Parti Progressiste Dahoméen de l’Unité (RDD/PDU) an. Nach dem Staatsstreich 1965 schied er bis zu seinem Tod aus dem politischen Leben aus.